# Ferdinand Dehm

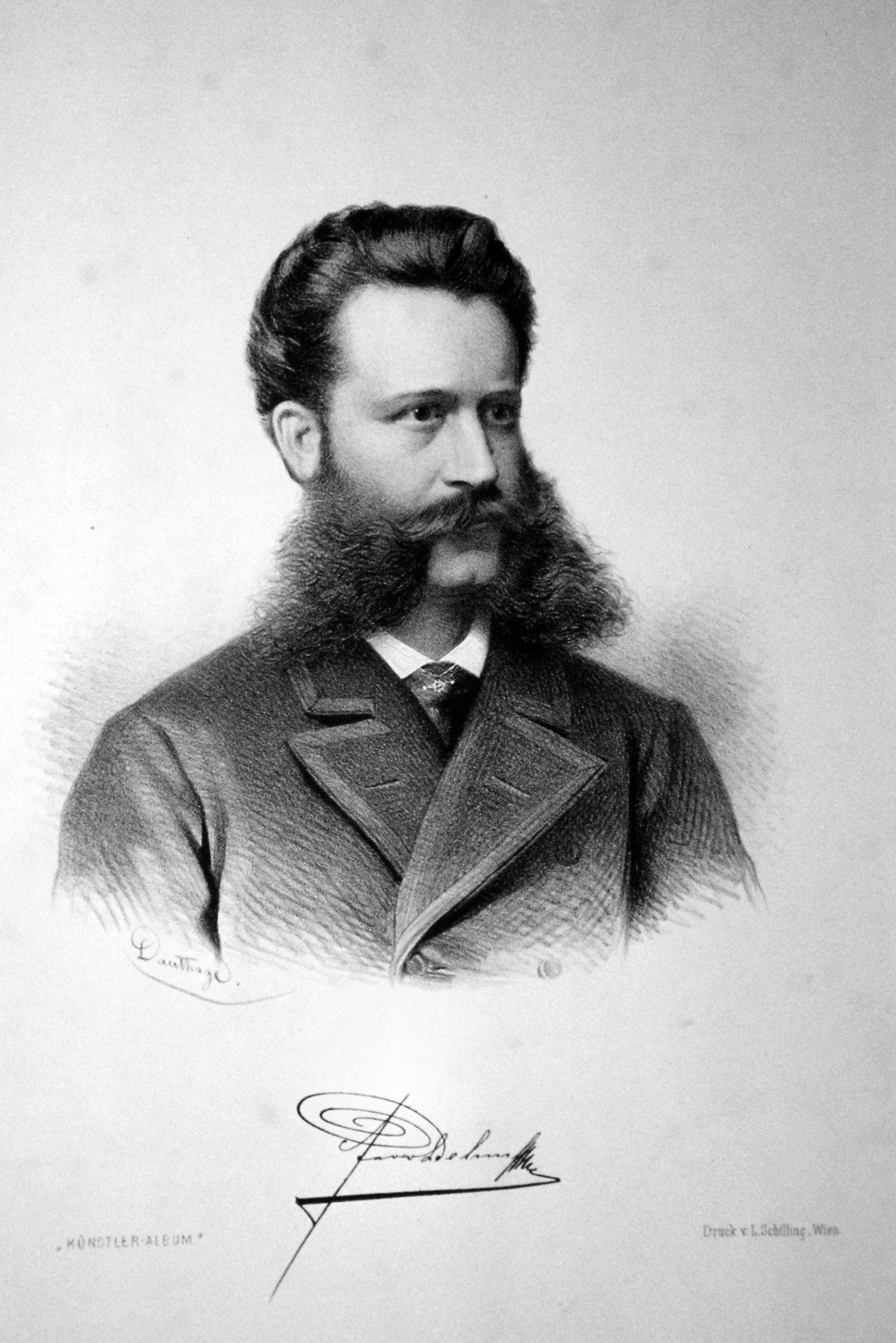
Ferdinand Dehm, Lithographie von Adolf Dauthage, ca. 1880

Ferdinand Dehm (* 27. August 1846 in Wien; † 26. März 1923 ebenda) war ein österreichischer Architekt und Hofbaumeister sowie liberaler Politiker.

## Biografie
Ferdinand Dehm erhielt seine Ausbildung bei verschiedenen Meistern, wie dem Hofbaumeister Oelzelt und Ludwig Tischler von der Wiener Bau-Gesellschaft. 1873 erhielt er die Stadtbaumeisterkonzession und machte sich gemeinsam mit Franz Olbricht selbstständig. Die Firma war sehr erfolgreich und errichtete eine große Zahl von öffentlichen und Privatgebäuden. Als Unternehmer kaufte Dehm Grundstücke in Wien, bebaute sie mit Häusern und verkaufte diese dann weiter.
Von 1886 bis 1895 bekleidete Dehm als Liberaler das Amt eines Mitglieds des Gemeinderates für den 9. Bezirk, ab 1892 war er auch Mitglied des niederösterreichischen Landtages. Nachdem sein Partner Olbricht aus gesundheitlichen Gründen nicht mehr in der gemeinsamen Firma tätig sein konnte, zog sich auch Dehm zurück und widmete sich ausschließlich seinen politischen Funktionen. Er war in verschiedenen Baureferaten tätig, trat für die Schaffung großer Verkehrsanlagen und die Eingemeindung der Vororte nach Wien ein. Er engagierte sich auch humanitär im Bereich der Kinderspitäler und gemeinnütziger Vereine. Dehm starb als hochgeehrter Mann und wurde auf dem Weidlinger Friedhof in einem prunkvollen Grabmal bestattet.
Ferdinand Dehm erhielt 1891 den Franz-Joseph-Orden und 1900 den osmanischen Mecidiye-Ordens. Er wurde 1898 k.k. Baurat und war weiters Oberkurator der Ersten Österreichischen Spar-Casse, Vorsteherstellvertreter des Karolinen-, St. Annen- und Leopoldstädter Kinderspitals, Vizepräsident der Wiener Baugesellschaft, Vizepräsident und nach dem Tode von Gründer Kühn Präsident des Ersten Wiener Volksküchenvereins.

## Bedeutung
Ferdinand Dehm baute so gut wie ausschließlich nur gemeinsam mit Franz Olbricht. Ihre Bauten entsprachen dem Historismus, wobei die anfänglich strengeren Renaissanceformen allmählich dem dekorativeren Neobarock wichen. Nach dem Auftreten Otto Wagners wurden dessen Gestaltungsprinzipien ebenfalls rezipiert und es entstanden fortan neobarocke Gebäude mit secessionistischen Motiven (sogenannte Wiener Moderne Schule).

## Werke

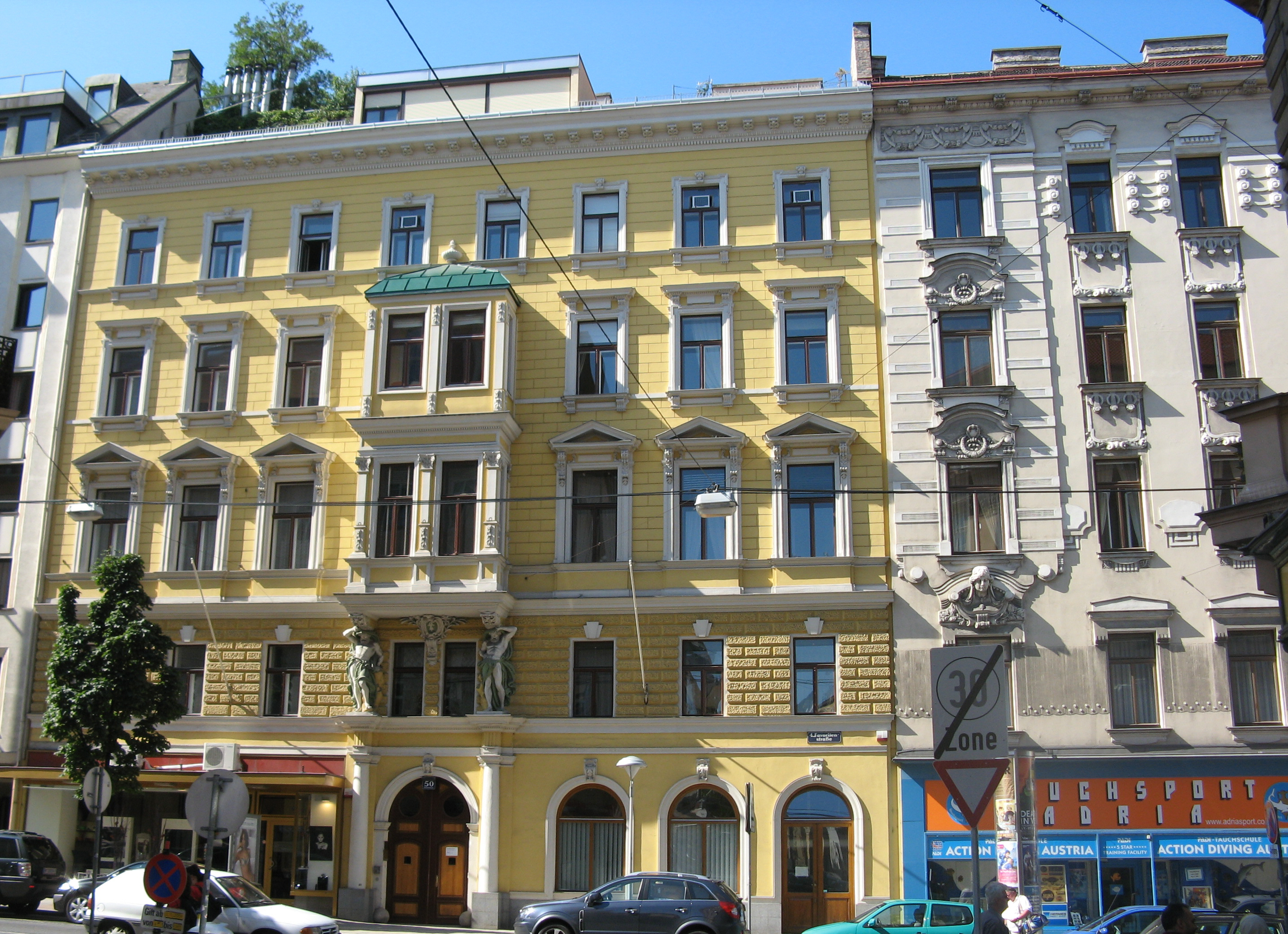
Haus Favoritenstraße 50 (1882) von Dehm und Olbricht

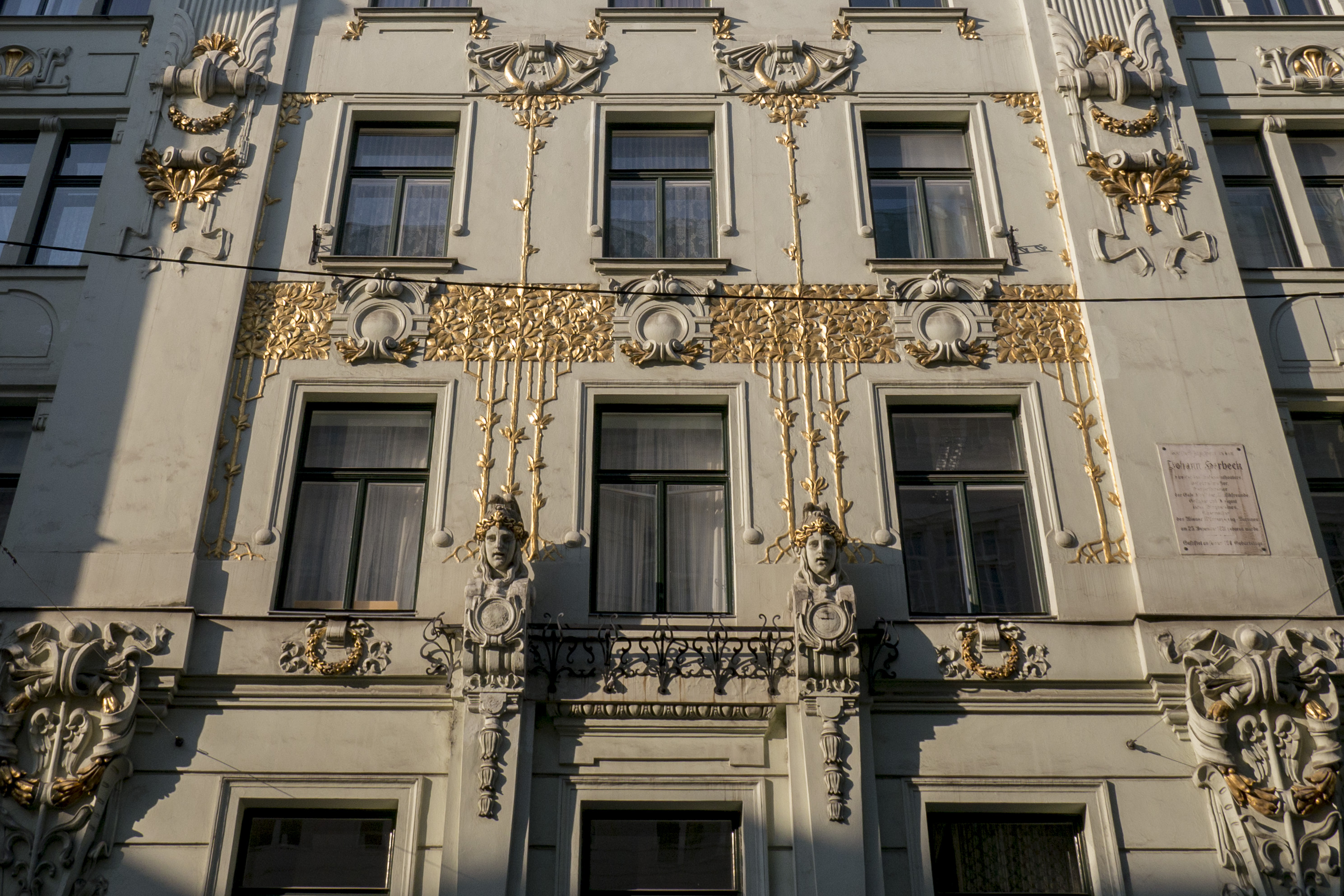
Haus Fleischmarkt 14 (1899) von Dehm und Olbricht

- Miethaus, Metternichgasse 9, Wien 3 (1868)
- Villa, Hauptstraße 48, Weidling (1873)
- Villa Dehm, Hauptstraße 50, Weidling (1874)
- 1. Karolinen-Kinderspital, Schubertgasse, Wien 9 (1878), nicht mehr existent
- Wohnhaus, Schlüsselgasse 3, Wien 4 (1882)
- Wohnhaus, Favoritenstraße 50, Wien 4 (1882)
- Franz-Joseph-Infanterie-Kaserne, Korneuburg (1882)
- Wohnhaus, Wohllebengasse 18, Wien 4 (1883)
- Umbau und Adaptierung des Jagdschlosses Mayerling für Kronprinz Rudolf (1883)
- Miethausgruppe, Kolingasse 5/Wasagasse 5–7/Hörlgasse 6, Wien 9 (1886)
- Miethaus Beatrix-Bad, Linke Bahngasse 9, Wien 3 (1888)
- Eisenbahnstrecke Sigmundsherberg−Hadersdorf 44 km (1888–89)
- Wohn- und Geschäftshäuser, Gumpendorfer Straße 114–114a, Wien 6 (1891)
- Miethaus, Fischerstiege 10, Wien 1 (1892)
- Wohnhäuser, Messenhausergasse 3 und 5, Wien 3 (1893)
- Wohn- und Geschäftshaus, Tuchlauben 18, Wien 1 (1894)
- Wohn- und Geschäftshaus, Habsburgergasse 6–8, Wien 1 (1897)
- Wohn- und Geschäftshaus Moserhof, Tuchlauben 14, Wien 1 (1898)
- Wohn- und Geschäftshaus, Fleischmarkt 14, Wien 1 (1899)
- Wohn- und Geschäftshaus, Julius-Tandler-Platz 4, Wien 9 (1899–1901)
- Miethaus, Glasergasse 11, Wien 9 (1900)
- Wohn- und Geschäftshaus, Währinger Gürtel 166, Wien 9 (1900)